# Henrique Pacheco de Lima
Henrique Pacheco de Lima, genannt Henrique, (* 16. Mai 1985 in Londrina) ist ein ehemaliger brasilianischer Fußballspieler.

## Karriere

### Verein
Henrique startete seine Profi-Karriere 2004 beim Londrina EC. 2005 verpflichtete ihn das Junior Team Futebol, von welchem er gleich in der ersten Saison gleich an den Figueirense FC ausgeliehen wurde. Im Laufe seiner Karriere wechselte er mehrmals den Verein u. a. auch für kurze Zeit nach Japan.
Im Finale der Copa Libertadores 2009, erzielte Henrique das erste Tor für den Cruzeiro EC aus über 18 Metern. Allerdings verlor Cruzeiro das Spiel und die Meisterschaft gegen Estudiantes de La Plata.
2011 wechselte der Spieler für vier Millionen Euro von Cruzeiro zum FC Santos. Bereits im Frühjahr 2013 wechselte er zurück zu Cruzeiro im Tausch mit dem Spieler Montillo. In dieser Saison konnte er dann die Meisterschaft in Brasilien, die Campeonato Brasileiro de Futebol 2013 gewinnen und 2014 diese verteidigen. 2017 schloss sich ein Sieg im Copa do Brasil an. Auch dieser Titel konnte 2018 verteidigt werden. Im November 2018 betritt Henrique sein 457 Spiel für Cruzeiro und schloss damit zu Palhinha auf. Ende Februar 2019 verlängerte der Klub den Vertrag mit Henrique bis Ende 2020. Zu dem Zeitpunkt hat er 464 Spiele für den Klub bestritten.
Nach dem Abstieg von Cruzeiro am Ende der Série A 2019 in die Série B, wurde Henrique im Januar 2020 an den Fluminense FC ausgeliehen. Auf Wunsch von Cruzeiro wurde die Leihe Ende Juni des Jahres vorzeitig beendet. Im Oktober 2020 verletzte sich Henrique am Knie, danach kam er bis zu seinem Vertragsende am Jahresende 2021 zu keinen Einsätzen mehr. Im August 2022 verklagte er seinen Ex-Klub auf Schadenersatz in Höhe von 10,4 Millionen Real. Die Klage wurde vom Gericht abgewiesen. Nach einer weiteren Klage wurde Cruzeiro 2023 verpflichtet, Henrique wieder in den Kader aufzunehmen. Am 21. Dezember 2023 gab er dann offiziell seinen Rücktritt vom aktiven Sport bekannt. Zuvor hatte er das letzte Mal am 8. Oktober 2020 auf dem Platz gestanden.

### Nationalmannschaft
In seiner ersten Zeit bei Cruzeiro EC fiel er so positiv auf, dass er für das Länderspiel gegen Schottland am 27. März 2011 berufen wurde. Zum Einsatz kam er in dem Spiel aber nicht.

## Trivia
Am 26. Juni 2020 war Henrique in einen Autounfall verwickelt. Bei diesem stürzte er mit seinem Land Rover in Brumadinho 200 Meter tief eine Klippe hinunter. Nachdem er sich nur leichte Verletzungen zuzog, konnte er bereits drei Tage danach das Krankenhaus wieder verlassen.

## Erfolge
Figueirense FC
- Staatsmeisterschaft von Santa Catarina: 2006

Santos
- Staatsmeisterschaft von São Paulo: 2012
- Recopa Sudamericana: 2012

Cruzeiro
- Staatsmeisterschaft von Minas Gerais: 2008, 2009, 2011, 2014, 2018, 2019
- Campeonato Internacional de Verano: 2009
- Campeonato Brasileiro de Futebol: 2013, 2014
- Copa do Brasil: 2017, 2018

Auszeichnungen
- Auswahlmannschaft der Staatsmeisterschaft von Minas Gerais: 2019 mit Cruzeiro